# Маначинівка
Маначи́нівка —  село в Україні, у Шишацькій селищній громаді Миргородського району Полтавської області. Населення становить 59 осіб. До 2020 орган місцевого самоврядування — Покровська сільська рада.

## Історія
12 червня 2020 року, відповідно до розпорядження Кабінету Міністрів України № 721-р «Про визначення адміністративних центрів та затвердження територій територіальних громад Полтавської області», село увійшло до складу Шишацької селищної громади.
19 липня 2020 року, в результаті адміністративно - територіальної реформи та ліквідації Шишацького району, село увійшло до складу новоутвореного Миргородського району Полтавської області.

## Населення

### Мова
Розподіл населення за рідною мовою за даними перепису 2001 року:
| Мова       | Відсоток |
| ---------- | -------- |
| українська | 96,61%   |
| російська  | 3,39%    |

## Географія
Село Маначинівка знаходиться за 4 км від лівого берега річки Псел, за 1 км від села Ковердина Балка. По селу протікає пересихаючий струмок з загатою. Поруч проходить автомобільна дорога Т 1710 (Р42).